# نارک صفریان
نارک ادواردی صفریان (ارمنی: Նարեկ Էդուարդի Սեֆերյան؛ زادهٔ ۲۰ اوت ۱۹۷۴) روزنامه‌نگار، شطرنج‌باز و فیلم‌نامه‌نویس اهل ارمنستان-روسیه است. وی از سوی فیده عنوان استادبزرگ شطرنج را کسب نموده‌است.

## زندگی‌نامه
وی در ۲۰ اوت ۱۹۷۴ در مسکو به دنیا آمد و از دانشگاه دولتی فرهنگ فیزیکی روسیه و آکادمی دیپلماتیک وزارت امور خارجه فدراسیون روسیه فارغ‌التحصیل گشت.

## دستاوردهای شطرنج
برنده جوایز مسابقات بین‌المللی همچون:
- قهرمانی جوانان مسکو – ۱۹۸۷
- اوپن ایالات متحده کنکورد، ایالات متحده آمریکا – ۱۹۹۵
- اوپن آمریکای شمالی – ۱۹۹۵
- مقام هفتم مسابقات یادبود گلدبرگ[الف]، مسکو – ۱۹۹۶
- مقام دوازدهم مسابقات یادبود گلدبرگ[ب]، مسکو – ۱۹۹۸
- بین‌المللی مسکو – ۱۹۹۸
- مسابقات یادبود استرین[پ]، مسکو – ۱۹۹۸

| به‌دلیل برخی مشکلات فنی، نمودارها موقتاً قابل مشاهده نیستند. اطلاعات بیشتر پیرامون این مشکل در فابریکاتور و وبگاه مدیاویکی در دسترس است. | |
| | به‌دلیل برخی مشکلات فنی، نمودارها موقتاً قابل مشاهده نیستند. اطلاعات بیشتر پیرامون این مشکل در فابریکاتور و وبگاه مدیاویکی در دسترس است. |

## یادداشت
1. ↑  Seventh Goldberg Memorial
2. ↑  Twelfth Goldberg Memorial
3. ↑  Estrin Memorial